# Patachou

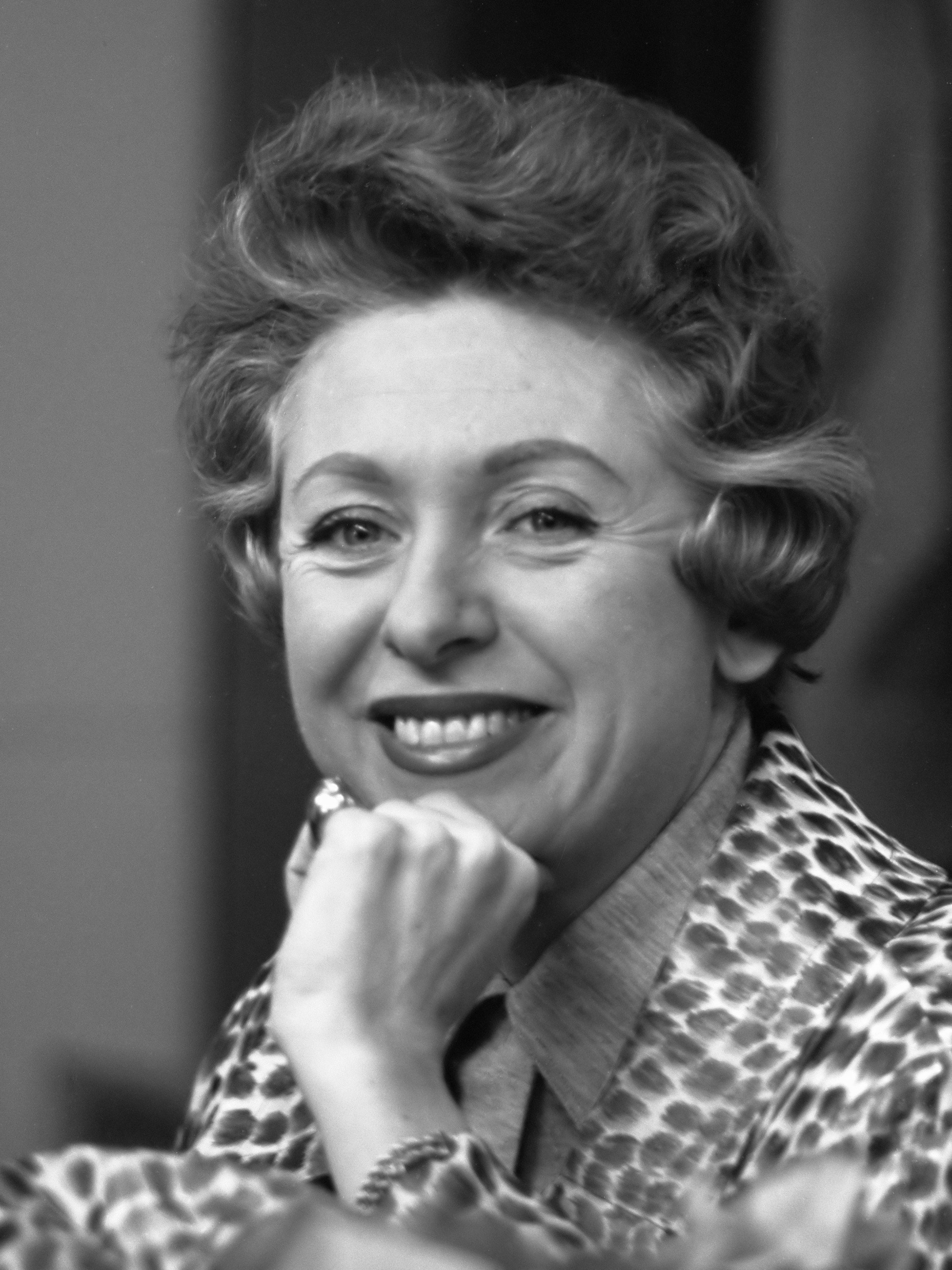
Patachou (1961)

Patachou (* 10. Juni 1918 in Paris als Henriette Ragon; † 30. April 2015 in Neuilly-sur-Seine) war eine französische Sängerin und Schauspielerin.

## Biografie
Sie wuchs auf im Paris der 1920er Jahre und begann als Schreibkraft, später als Fabrikarbeiterin, Schuhverkäuferin und Antiquitätenhändlerin. Im Jahre 1948 übernahm sie mit ihrem Mann Jean Billou ein Restaurant mit Cabaret im Viertel Montmartre. In diesem Restaurant mit dem Namen Pâte à choux (Brandteig) trat sie das erste Mal als Sängerin auf und bekam von den Pariser Journalisten den Spitznamen Lady Patachou. Im Jahre 1952 hatte Georges Brassens in diesem Cabaret seinen ersten Auftritt. Patachou war dann auch die erste, die die Chansons von Brassens interpretierte.
In der Folgezeit wurden die ersten Schallplatten von Patachou aufgenommen. Sie tourte in Frankreich und weltweit. Von 1953 bis in die 1970er Jahre feierte sie große Erfolge im Palladium in London, dem Waldorf-Astoria und der Carnegie Hall in New York City sowie in Montreal und Hong Kong. In Amerika trug sie Texte auf Französisch und Englisch vor. Sie hatte insgesamt 25 Auftritte in der Late Night Show von Ed Sullivan. Viel beachtet wurden auch ihre Auftritte in Japan und Schweden, wobei sie für ihr Engagement die Bezeichnung „Botschafterin des französischen Chansons“ erhielt.
In den 1950er Jahren hatte sie einige kleinere Auftritte in Kinofilmen und dann, nach langer Pause, ab den 1980er Jahren zahlreiche Auftritte in Kinofilmen und vor allem in Fernsehproduktionen. Ihren letzten Auftritt hatte sie 2006 im Alter von 88 Jahren in einer Folge der Fernsehserie Les Bleus, premiers pas dans la police.
Seit September 1977 war sie Ritter der Ehrenlegion und am 1. Januar 2009 wurde sie zum Großoffizier der Ehrenlegion ernannt.

## Filmografie (Auswahl)
- 1954: French Can Can
- 1955: Napoleon (Napoléon)
- 1987: La rumba
- 1989: Coplan: Rache in Caracas (Vengeance à Caracas) (TV)
- 1990: Le champignon des Carpathes
- 1990: Les matins chagrins
- 1992: Chasse gardée
- 1993: Der Killer und das Mädchen (Cible émouvante)
- 1999: Pola X
- 2000: Felix (Drôle de Félix)
- 2000: Les acteurs
- 2000: Spitzenträume (Les petites mains)
- 2001: Belphégor (Belphégor, le fantôme du Louvre)
- 2004: San Antonio